# Kovács Csaba (építész)
Kovács Csaba (Jászberény, 1963. március 7. –) Ybl Miklós-díjas magyar építész, belsőépítész.

## Élete
Okleveles Építészmérnök diplomáját 1986-ban a Budapesti Műszaki Egyetem Építészmérnöki Karán szerezte. 1986–1989 között az Otthonterv építész tervezője. 1993-ban a Magyar Iparművészeti Főiskolán Belsőépítész és Bútor Szakirányú Környezeti Formatervező diplomát szerzett. 1992-ben a hollandiai Groningenben az Academie Minerva-n folytatott belsőépítészeti tanulmányokat, ugyanakkor építészként dolgozott a Team 4 építészirodában. 1989–1997 között magántervezőként dolgozott. 1994–1995-ben hat hónapot Groningenben dolgozott a Team 4 Építészirodában. 
1995-ben Bérces Lászlóval és Gőbölyös Kristóffal létrehozta az Art Front Műtermet, 1997-ben Gőbölyös Kristóffal megalapította az Art Front Építész, Belsőépítész Műterem Kft-t (Art Front). 2009-ben Kadleczovits Évával új építészeti stúdiót alapított, NART Építész Műterem Kft. néven (Nartarchitects).
2002–2006 közt részt vett a Moholy-Nagy Művészeti Egyetem (MOME) Doktori képzésében. 2005–2006 évben a MOME-n építészeti tervezést, 2011-től a MOME Építészeti Intézetében építészeti tervezést oktatott. 2016-tól a Magyar Építőművészek Szövetségének elnökségi tagja. 2017. január 1-től az Építészeti Intézet megbízott igazgatója. 2017. március 15-én Ybl-díjat kapott. 2018. január 1-től a MOME egyetemi docense. 2025. március 20-ától a MOME megbízott rektora.

## Díjak, elismerések
Munkáját hazai és nemzetközi díjakkal is elismerték.
- Év Háza díj[4]
- Pro Architectura Díj[5]
- Ybl Miklós-díj[2]
- American Architecture Prize (AAP) díj[6]
- Prima Primissima díj (2021)[7]